# 美しい人よ
「美しい人よ」(うつくしいひとよ) は、1994年8月31日に発売された大貫妙子の21枚目のシングル。発売元はEASTWORLD/東芝EMI。

## 概要
「美しい人よ」は、大貫のシングル表題曲としては珍しくカバー曲となっており、訳詞は大貫自身が担当している。原曲は1923年ごろに書かれ、スペインやフランスでヒットした「すみれの花売り娘」。チャールズ・チャップリンが監督・主演を務め1931年に公開されたコメディ映画『街の灯』の劇中で使用され、多くの歌手にカバーされている楽曲である。JR東日本 ″その先の日本へ″ キャンペーンソングとして使用されたほか、2020年には役所広司、堺雅人、トミー・リー・ジョーンズらが出演したサントリー「″CRAFT BOSS″ 宇宙人ジョーンズ・農場篇」のCM曲としても使用された。
2020年10月7日にはデジタル配信が開始された。
カップリング曲「六月の晴れた午後」は、アルバム『Shooting star in the blue sky』からのリカット。東芝ライフスタイル総合TV-CFソングとして使用された。

## 収録曲
1. 美しい人よ (5:24)
作詞: Lopez Eduardo Montesinos / 日本語詞: 大貫妙子 / 作曲: José Padilla Sánchez / 編曲: 朝川朋之
2. 六月の晴れた午後 (3:46)
作詞・作曲: 大貫妙子 / 編曲: 小林武史

## 参加ミュージシャン
美しい人よ
- Double Bass: 高水健司
- Guitar: 小倉博和
- Latin Percussion: 菅原裕紀[5]
- Harp: 朝川朋之
- Strings: 加藤高志グループ
- Flute: 相馬充、高桑英世[6]
- Oboe: 石橋雅一[7]
- Clarinet: 加藤明久[8]、三倉麻実[9]

六月の晴れた午後
- Acoustic Guitar: Clem Clempson、小倉博和
- Bass: Lawrence Cuttle
- Sax: Gary Barnacle

## 収録アルバム
美しい人よ
- 『TCHOU』（1995年）
- 『Library 〜Anthology 1973-2003〜』（2003年）

六月の晴れた午後
- 『Shooting star in the blue sky』（1993年）